# Al-Shabab Club (femminile)
L'Al-Shabab Club (in arabo سيدات الشباب‎?, "club la Gioventù"), citata anche come Al-Shabab Ladies, è una squadra di calcio femminile saudita, sezione dell'omonimo club con sede a Riad. Milita nella Women’s Premier League, la massima divisione del campionato saudita femminile di calcio.

## Storia

### 2023-oggi: acquisizione post-Al-Shabab e SWPL
Nell'ottobre 2022 l'Al-Shabab annunciò la sua intenzione di disputare la Saudi Women's Premier League, il nuovo campionato saudita femminile di calcio, creando una sua sezione femminile. Poco prima dell'inizio del campionato, l'Al-Shabab ha annunciato la nomina dell'ex internazionale egiziana Marwa El-Hawat ad allenatrice della squadra. Il club ha inoltre confermato l'ingaggio del portiere ugandese Ruth Aturo, dell'attaccante libanese Nancy Tchaylian e della coppia egiziana Noha Tarek e Hayam Abdelhafez. La campagna acquisti confermò la competitività della squadra, che riuscì a conquistare il terzo posto alla fine della stagione. Mesi dopo la conclusione della stagione inaugurale della SWPL, l'Al Shabab ha acquisito l'Al Yamamah FC, che si era piazzato al quarto posto nella stagione 2022-2023, e lo ha integrato nella sua prima squadra A. Prima dell'inizio della stagione 2023-2024 e della prima competizione internazionale ad inviti del club, l'Al-Shabab ha reclutato giocatrici importanti sia dal campionato nazionale che da quelli esteri, come le star Oriana Altuve, Rita Chikwelu, Chaima Abbassi, Mai Sweilem e in particolare Corina Luijks, che è diventata la prima europea a giocare per la squadra.

## Organico

### Rosa 2024-2025
Rosa, numeri di maglia e ruoli tratti dal sito Soccerway, aggiornati all'11 ottobre 2024.
| N. |                               | Ruolo | Calciatrice              |
| -- | ----------------------------- | ----- | ------------------------ |
| 1  | Arabia Saudita (bandiera)     | P     | Laila Al-Qahtani         |
| 3  | Arabia Saudita (bandiera)     | C     | Leen Mohammed (capitano) |
| 4  | Arabia Saudita (bandiera)     | D     | Nadeen Al-Amri           |
| 5  | Arabia Saudita (bandiera)     | D     | Muneerah Ahmed           |
| 6  | Arabia Saudita (bandiera)     | C     | Lulu Al-Jawini           |
| 7  | Arabia Saudita (bandiera)     | A     | Noura Ibrahim            |
| 8  | Arabia Saudita (bandiera)     | A     | Al Adda Fahad            |
| 9  | Macedonia del Nord (bandiera) | A     | Nataša Andonova          |
| 10 | Francia (bandiera)            | C     | Kheira Hamraoui          |
| 13 | Arabia Saudita (bandiera)     | D     | Tahani Al-Zahrani        |
| 17 | Spagna (bandiera)             | C     | María Díaz Cirauqui      |

| N. |                           | Ruolo | Calciatrice          |
| -- | ------------------------- | ----- | -------------------- |
| 20 | Arabia Saudita (bandiera) | D     | Layan Saleh          |
| 21 | Arabia Saudita (bandiera) | P     | Mona Abdulrahman     |
| 22 | Arabia Saudita (bandiera) | A     | Abeer Nasser         |
| 25 | Nigeria (bandiera)        | A     | Chinonyerem Macleans |
| 29 | Arabia Saudita (bandiera) | D     | Sara Majed           |
| 33 | Spagna (bandiera)         | D     | Patricia Padilla     |
| 47 | Arabia Saudita (bandiera) | A     | Moudi Abdulmohsen    |
| 66 | Arabia Saudita (bandiera) | A     | Al Bandari Mobarak   |
| 98 | Giordania (bandiera)      | D     | Lana Feras           |
| 99 | Arabia Saudita (bandiera) | C     | Abeer Omar           |